# Beiberg-Buchberg
Das Naturschutzgebiet Beiberg-Buchberg liegt auf dem Gebiet der Stadt Bopfingen im Ostalbkreis in Baden-Württemberg. Es wurde vom Regierungspräsidium Stuttgart am 24. August 2001 durch Verordnung ausgewiesen.

## Lage

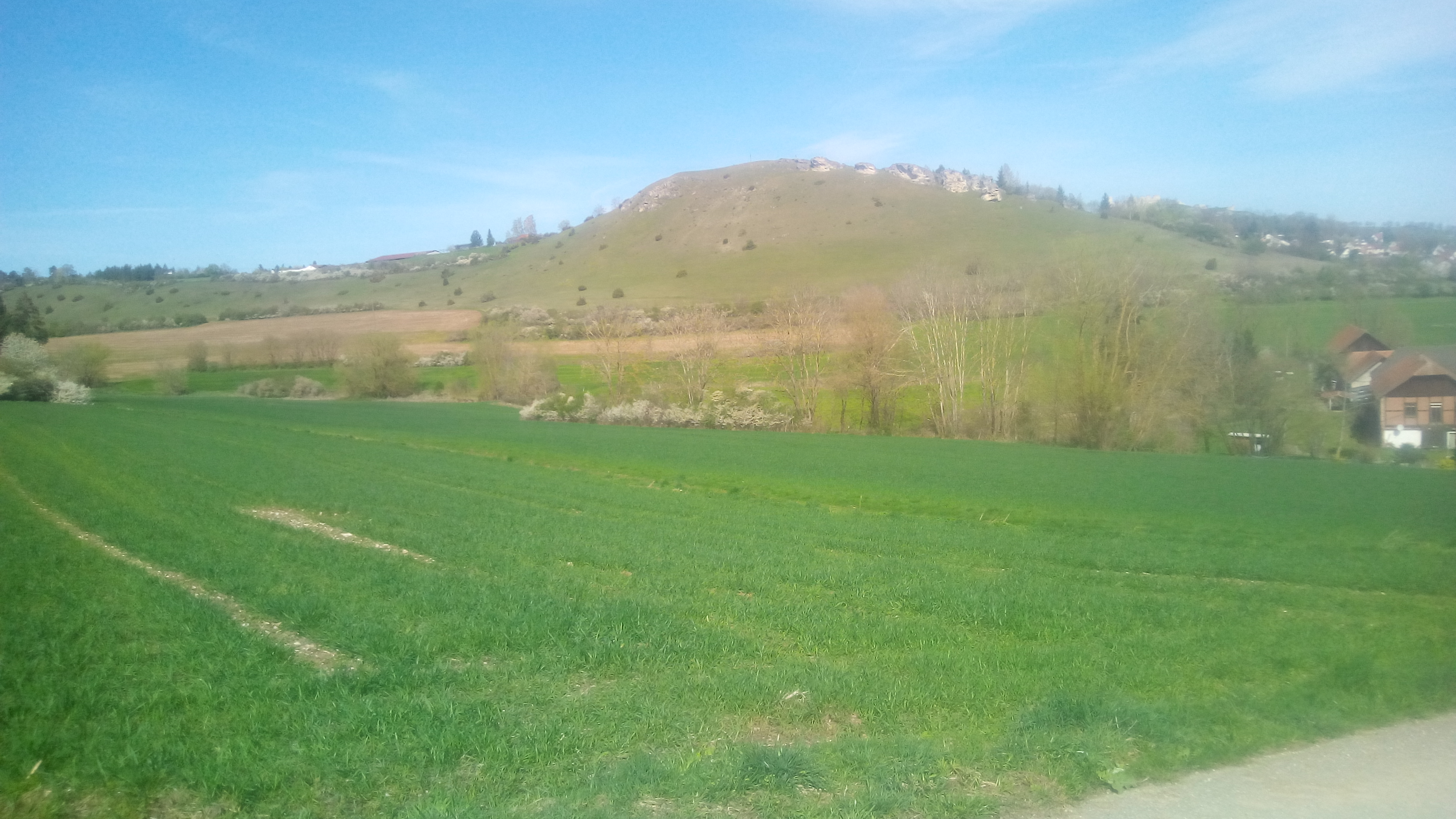
Blick auf den Beiberg-Buchberg

Das Naturschutzgebiet liegt am Südrand des Bopfinger des Stadtteils Schloßberg und umfasst den 582 m ü. NHN hohen Beiberg und den südexponierten Buchberg-Hang. Das Gebiet gehört zum Naturraum Albuch und Härtsfeld.

## Schutzzweck
Wesentlicher Schutzzweck ist gemäß Schutzgebietsverordnung „der Erhalt und die Förderung eines landschaftlich herausgehobenen, vielfältigen, artenreichen Lebensraumkomplexes mit insbesondere Kalkmagerrasen, Heideflächen, Felsen, Felswänden, Geröllfluren, Wiesen, Hecken und Gebüsch als Lebensräume vieler selten gewordener Tier- und Pflanzenarten, insbesondere eine seltene Felsen- und Trockenrasenvegetation; [als] typischem Relikt der historischen Kulturlandschaft mit ihrem charakteristischen Landschaftsbild [sowie als] besonders abwechslungsreiches, reizvolles Landschaftsbild eines für die Erholung hochwertigen und schutzbedürftigen Raumes“

## Zusammenhängende Schutzgebiete
Das Gebiet grenzt unmittelbar an das Landschaftsschutzgebiet Sandberg mit Breitwang, Buchberg, Beiberg und Umgebung und ist Teil des FFH-Gebiets Härtsfeld.